# اچ‌ام‌سی‌اس ونکوور (اف‌اف‌اچ ۳۳۱)
اچ‌ام‌سی‌اس ونکوور (اف‌اف‌اچ ۳۳۱) (به انگلیسی: HMCS Vancouver (FFH 331)) یک کشتی بود که طول آن ۱۳۴٫۲ متر (۴۴۰ فوت) بود. این کشتی در سال ۱۹۸۹ ساخته شد.